# Hvannadalshnúkur
Der Hvannadalshnúkur ['kʰvanːataˑlsˌn̥uːkʏr̥] im Vulkanmassiv des Öræfajökull ist mit 2110 m der höchste Gipfel Islands. Er befindet sich im Südosten Islands in der Gemeinde Hornafjörður.

## Höhenmessungen

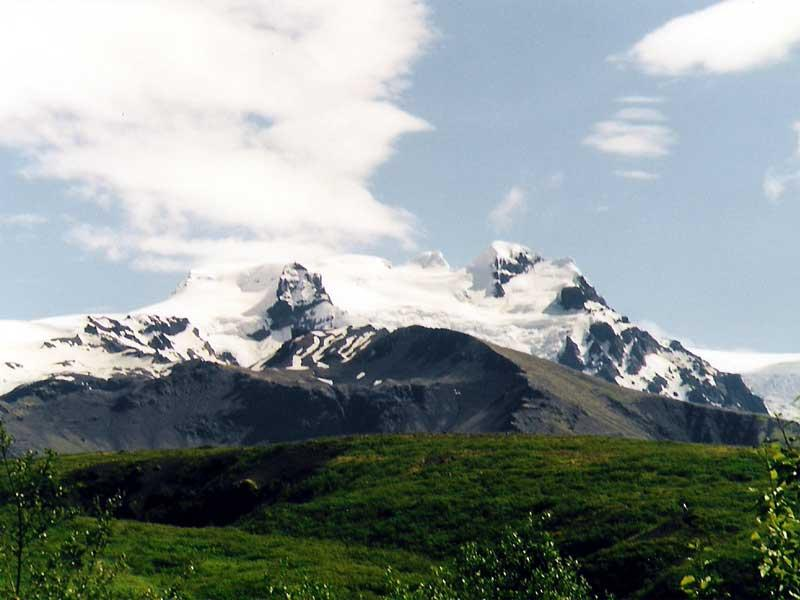
Hvannadalshnúkur

Lange galt er als 2119 m hoch, doch nach einer neuen Messung am 4. August 2005 wurde die Höhe nach unten korrigiert. Es muss sich hierbei nicht einmal um einen Messfehler handeln. Höhen- und Breitenveränderungen sind bei Vulkanen keine Seltenheit. Wenn sich eine Magmakammer unter dem Vulkan füllt, bläht er sich z. B. auf. Andererseits kann jeder weitere Ausbruch die Höhe des Berges erhöhen – wie zuletzt etwa im Jahre 2000 bei dem isländischen Vulkan Hekla geschehen – oder verringern – wie etwa beim Ausbruch des Mount St. Helens in den USA im Jahre 1980.

## Hvannadalshnúkur und Öræfajökull
Der Hvannadalshnúkur befindet sich im Skaftafell-Nationalpark und gehört zum Gletscher Öræfajökull, der Teil des Vatnajökull ist.
Gleichzeitig handelt es sich aber beim Öræfajökull um einen mächtigen Zentralvulkan. Der Vulkan entstand vor allem während des Pleistozän in Ausbrüchen unter dem Eis und auch in eisfreien Zeiten.
Zwei starke Ausbrüche sind seit der Besiedelung Islands belegt (1362 und 1727), die der Besiedelung in der Umgebung zeitweise ein Ende setzten.

## Gipfel
Auf dem Gipfel des Öræfajökull befindet sich eine 5 km breite und etwa 550 m tiefe Caldera, die mit Gletschereis angefüllt ist und aus welcher neun Talgletscher bis hinunter ins Flachland reichen. Vierzehn Bergspitzen ragen am Rand dieser Caldera auf, alle über 1500 m hoch, drei davon gehören zu den höchsten des Landes. Der Hvannadalshnúkur liegt im nordwestlichsten Eck der Gipfelcaldera des Öræfajökull.
Bei seinem Gipfel handelt es sich um einen großenteils eisbedeckten Hügel aus saurem, d. h. silikatreichem vulkanischen Gestein am Rande der relativ kleinen Caldera. Er überragt das durch Eis gebildete Plateau um ca. 200 m.

## Name
Der Name des Gipfels bedeutet Gipfel des Tales der Engelwurz (isl. hvönn). Das Tal liegt oberhalb des Svínadalur und unterhalb des Bergrückens Hvannadalshryggur. In Richtung Svínadalur fällt das Gelände vom Hvannadalshnúkur aus sehr steil ab und zahlreiche Talgletscher reichen von diesem hinunter in die Ebene.

## Landmarke
Man erkennt den Vulkan aus der Luft schon von weitem, liegt er doch ziemlich genau an der Südostspitze des Landes. Die von Europa ankommenden Flugzeuge steuern normalerweise genau auf den Berg zu und drehen auf seiner Höhe nach Westen ab, um bis Keflavík, wo der internationale Flughafen angesiedelt ist, dem Verlauf der Südküste zu folgen.

## Besteigung
Zum ersten Mal wurde der Gipfel von dem Norweger Hans Frisak gemeinsam mit dem Isländer Jón Árnason am 19. Juli 1813 erklommen. Allerdings verstrich ein längerer Zeitraum ohne weitere Versuche, bis F. W. Howell den Berg im Jahre 1896 bestieg. Zu Beginn des 21. Jahrhunderts ist der Berg bei Alpinisten eines der begehrtesten Ziele in Island.
Der Gipfel ist über den Gletscher erreichbar. Ari Trausti schlägt z. B. zwei Aufstiegsrouten aus Südwesten vor, eine über den Virkisjökull, die andere über den vorgelagerten Berg Sandfell.